# Escola Siciliana
L'Escola Siciliana engloba tots aquells poetes provinents d'Itàlia, especialment de Sicília, del sud del país i de la regió Toscana, que formaven part de la Magna Curia de Frederic II durant el segle xiii. Els principals autors de l'Escola Siciliana foren: Enzo rei de Sardenya, Stefano Protonotaro, Rinaldo d’Aquino, Giacomo da Lentini, Percivalle Doria, Giacomino Pugliese, Guido delle Colonne, Pier della Vigna i el mateix Frederic II.
Els poetes de l'escola siciliana van establir la llengua vernacular siciliana com a llengua estàndard per la seva poesia (i no pas l'occità trobadoresc). Frederic II, fundador de la Universitat de Nàpols, personatge culte ell mateix i gran protector de les arts, va ser l'encarregat d'atraure a la seva cort grans ments i escriptors de la Toscana i el sud d'Itàlia. Influenciats per la poesia dels trobadors provençals i dels grups de joglars del nord de França i Alemanya, els poetes de Frederic II van crear uns centenars de poemes que, malgrat no gaudir d’una genuïna inspiració, sí que tenien una gran força emotiva per expressar sensacions com el dolor, l’angoixa i la incertesa de l’amor. Moltes d'aquestes peces són sonets, una forma literària que habitualment es considera creada per Giacomo da Lentini. Les formes poètiques imposades per l'escola siciliana van adquirir importància en els següents segles, on el sonet sicilià esdevindria la forma poètica dominant en el Renaixement italià.
Després de l'any 1250, any de la mort de Frederic II, el seu fill Manfred va intentar mantenir viva la flama de l'Escola Siciliana, però la seva derrota a la batalla de Benevent per part de Carles d'Anjou va significar també la fi d’una etapa literària. Anys més tard, però, l'Escola va ressorgir de nou a mà de l'anomenat Dolce Stil Novo, un nou estil literari provinent de la regió de la Toscana liderat per Dante Alighieri i reprès per Petrarca, entre altres autors. Aquest nou estil prendria dels poetes sicilians la llengua vernacular vulgar i l'estil del sonet sicilià creat per Giacomo da Lentini.

## Poetes de l'escola siciliana
- Arrigo Testa
- Cielo d'Alcamo
- Compagnetto da Prato
- Enzo, rei de Sardenya
- Frederic II
- Giacomino Pugliese
- Giacomo da Lentini
- Giovanni di Brienne
- Guido delle Colonne
- Jacopo Mostacci
- Manfred I de Sicília
- Mazzeo di Ricco
- Odo delle Colonne
- Paganino da Serzana
- Percivalle Doria
- Pier della Vigna
- Rinaldo d'Aquino
- Ruggiero Amico
- Stefano Protonotaro
- Tommaso di Sasso